# Махмадшои-Боло
Махмадшои-Боло (тадж. Маҳмадшои Боло) — село в районе Рудаки Республики Таджикистан. Входит в состав джамоата (сельской общины) Сарикишти района Рудаки, его административный центр.
Находится недалеко от г. Душанбе, на расстоянии 22 км от райцентра (пгт. Сомониён).
Население — 4012 чел. (2017).